# Weiße Elster
Weiße Elster (tjekkisk: Bílý Halštrov) er en 257 km lang flod i Tjekkiet og Tyskland, og en af Saales bifloder fra højre. Den har sit udspring længst mod vest i Tjekkiet, nær Aš. Efter nogle kilometer løber den over grænsen til Tyskland. I Tyskland løber den gennem delstaterne Sachsen, Thüringen og Sachsen-Anhalt.
Weiße Elster løber gennem byerne Plauen, Greiz, Gera, Zeitz og Leipzig, og munder ud i Saale ved Halle.
Der er også en flod ved navn Schwarze Elster, der er biflod til Elben.
51°25′57″N 11°57′10″Ø / 51.4325°N 11.9528°Ø